# Jacqueline Domergue
Jacqueline Domergue  (Ismailia, Egipto, 8 de septiembre de 1924-Larbaâ, Argelia, 29 de noviembre de 1957), también conocida como Jaïc, fue una enfermera piloto, rescatista aérea.

## Biografía
Jacqueline Domergue, graduada de IPSA (Pilotos de enfermería, paracaidistas y rescatistas aéreos) en 1951, recibida en el concurso de escolta aérea en la GMMTA a finales de 1952, Jaïc participó en la guerra de Indochina (1954), Chipre (1956) e hizo varios viajes a Argelia. En 1955 fue campeona de Francia de Paracaidismo femenino y décima sexta en la clasificación general.
Su coraje en Indochina le valió la cruz de guerra TOE con citación a la orden de la Fuerza Aérea. Luego, en 1956, la medalla de honor del Servicio de Salud Aérea en oro.
El 29 de noviembre de 1957, durante una evacuación médica en helicóptero al sur de Larbaâ (Argelia), murió de un balazo en la frente Había volado 3400 horas de vuelo. Su funeral se celebró por primera vez el lunes 2 de diciembre de 1957 en Argelia, luego tuvo lugar el un funeral nacional en los Inválidos para el regreso de su cuerpo a París. Está enterrada en Cementerio del Père Lachaise.

## Tributos
Fue nombrada póstumamente Caballero de la Legión de Honor y recibió la Cruz del Valor Militar con palma. También recibió la cruz vermeil de la Cruz Roja Francesa.
Calles que llevan el nombre de Jacqueline Domergue:
1. Quimper, el 23 de febrero de 1958
2. Boulay-les-Barres[6]
3. Bron[7]
4. calle Jaïc Domergue en el XVII Distrito de París[8][9]

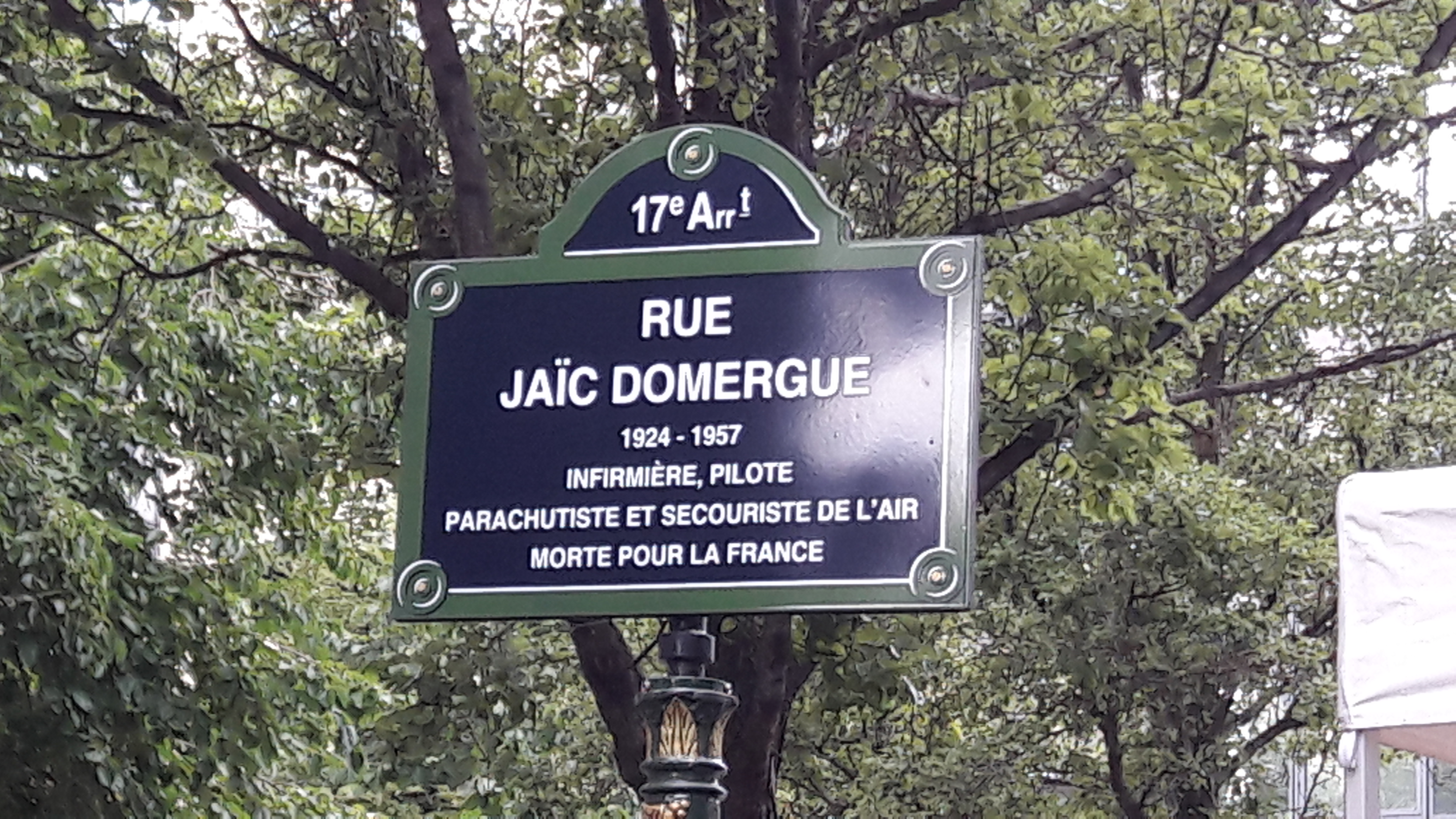
Calle Jaïc Domergue en París.

 El 19 de marzo de 2017, con motivo del 55 aniversario del alto el fuego de la guerra de Argelia, tuvo lugar una ceremonia en el cementerio de Père-Lachaise en presencia de Anne Hidalgo. Su nombre se agregó a la placa conmemorativa en homenaje a los soldados «que murieron por Francia» en el norte de África desde 1952 hasta 1962.